# Хота (футболіст, 1991)
Хота (ісп. Jota; нар. 16 червня 1991, Віго) — іспанський футболіст, що грав на позиції півзахисника.
Виступав, зокрема, за клуби «Брентфорд», «Бірмінгем Сіті» та «Астон Вілла».

## Ігрова кар'єра
Народився 16 червня 1991 року в місті Віго. Вихованець футбольної школи клубу «Сельта Віго».
У дорослому футболі дебютував 2010 року виступами за команду «Сельта Б», в якій провів два сезони, взявши участь у 68 матчах чемпіонату. 
Згодом з 2011 по 2014 рік грав у складі команд «Сельта Віго», «Реал Мадрид Кастілья» та «Ейбар».
Своєю грою за останню команду привернув увагу представників тренерського штабу клубу «Брентфорд», до складу якого приєднався 2014 року. Відіграв за клуб з Лондона наступні два сезони своєї ігрової кар'єри. Більшість часу, проведеного у складі «Брентфорда», був основним гравцем команди.
Протягом 2016—2017 років захищав кольори клубів «Ейбар» та «Брентфорд».
У 2017 році уклав контракт з клубом «Бірмінгем Сіті», у складі якого провів наступні два роки своєї кар'єри гравця. Граючи у складі «Бірмінгем Сіті» також здебільшого виходив на поле в основному складі команди.
З 2019 року один сезон захищав кольори клубу «Астон Вілла». 
Завершив ігрову кар'єру у команді «Алавес», за яку виступав протягом 2020—2021 років.